# Vrahovice
Vrahovice egy falu Csehországban az Olomouci kerületben, Prostějovhoz közel. Prostějov közigazgatási része.

## Története
A falut 1337-ben említik először. Első templomát 1370-ben említették, mely 1587-ben egy tűzvész során leégett. Nem sokkal később új templomot építettek, amely 1831-ig szolgált, helyére 1831 és 1836 között épült fela jelenlegi templom.
A közeli Trpenovicét 1466-ban csatolták a településhez. 1950 és 1954 között, illetve 1973-tól Vrahovice újból Prostějov része.
2004. december 9-én súlyos baleset történt Vrahovicében: egy katonákat szállító teherautű vonattal ütközött, melynek során kilenc ember meghalt.

## Népesség
| Év        | 1869 | 1880 | 1900 | 1910 | 1921 | 1930 | 1950 | 2001 |
| --------- | ---- | ---- | ---- | ---- | ---- | ---- | ---- | ---- |
| Lélekszám | 767  | 753  | 955  | 1352 | 1536 | 1760 | 2750 | 3402 |

## Híres emberek
Zdeněk Tylšar és Bedřich Tylšar zenészek itt születtek és dr. František Kopečný nyelvész itt élt sok éven át. 
Rostislav Václavíček labdarúgó Vrahovicében született, a helyi labdarúgó-csapatban játszott pályafutása kezdetén.

## Külső hivatkozások
1. ↑  Cseh Statisztikai Hivatal: https://www.czso.cz/csu/czso/vysledky-scitani-2021-otevrena-data (cseh nyelven). (Hozzáférés: 2022. november 1.)